# Penas do Porto
Penas do Porto es un lugar español situado en la parroquia de Fervenzas, del municipio de Aranga, en la provincia de La Coruña, Galicia.

## Demografía
| Gráfica de evolución demográfica de Penas do Porto entre 2000 y 2018 |
|                                                                      |
| Datos según el nomenclátor publicado por el INE.                     |